# Fino Oyonarte
Fino Oyonarte (Almería, 1964) es un músico español, bajista de Los Enemigos y líder de los grupos Clovis y Los Eterno. También formó parte de Glutamato Ye-Yé.

## Biografía
Lleva viviendo en Madrid desde los 22 años. Tras conocer a Iñaki Fernández de Glutamato Ye-Yé en San José (Almería) se incorporó al grupo como bajista en el verano de 1986. 
Trabajó en varios clubes de Malasaña como camarero y pinchadiscos antes de ser bajista de Los Enemigos. Fue técnico de sonido en los estudios 10 Pulgadas (donde se hacían las preproducciones de los sellos D.R.O. y G.A.S.A. a finales de los 80) y en Sonoland. 
Estuvo en los grupos Clovis, junto a la actriz Cristina Plaza (Madrid, 1975), y Los Eterno (junto a Nacho Olivares y Jaime Sevilla (Lou Anne, Clovis).
Gestionó el sello Alk Discos editando vinilos y rarezas de Los Enemigos. Ha producido a grupos como Los Planetas, Lagartija Nick, Mercromina, Meteosat, Ama, Los Deltonos, Mamut, Napoleón Solo o FRANC3S. 
Fino creó la editorial “Libros de Ruido”, que publicó títulos relacionados con Dean Wareham, Yo La Tengo y The Beach Boys.

## Discografía

### Con Clovis
Singles 
1. Clovis (Suite 15-1 2001) (con la colaboración de Matthew Caws, cantante y guitarrista de Nada Surf)
2. En sueños (Sinnamon Records 2008)

EP
1. Time we spent together (Limbo Starr 2003) (con la colaboración de Matthew Caws y el bajista Daniel Lorca de Nada Surf; Banin Fraile y Eric Jiménez de Los Planetas)
2. Mundo Ep (Sinnamon Records 2005) (con la colaboración de Eric Jiménez de Los Planetas, Joaquín Pascual de Mercromina y Javier Sánchez de La Buena Vida)

LP
1. Respira (Sinnamon Records 2005) (con la colaboración de Florent Muñoz, Banin Fraile y Eric Jiménez de Los Planetas; Joaquín Pascual y Carlos Cuevas de Mercromina, Javier Sánchez de La Buena Vida y Alfonso Pozo de Orlando)
2. Bajo la influencia (Sinnamon Records 2008) (con la colaboración de César Verdú de Schwarz, Nacho Olivares de Lou Anne y Pedro Camacho)

### Con Los Eterno
LP
1. Eterno saludo musical (Sones, 2011)

### En solitario
LP
1. Sueños y tormentas (Buenaventura, 2018)
2. Arrecife (Buenaventura, 2023)

Singles 
1. No mirar atrás / Calles vacías (Buenaventura - Intromúsica Records, 2019)